# Meseta de Dobrudja
La meseta de Dobrudja (en rumano: Podişul Dobrogei) es una meseta en Rumania oriental ubicada en la región de Dobrudja, rodeada por el norte y el oeste por el río Danubio y al este por el delta del Danubio y el mar Negro. 
Su altitud media es de alrededor de 200-300 metros, más alto en la parte septentrional. El punto más alto es el pico Ţuţuiatu/Greci en las montañas Măcin, a una altura de 467 m. El clima es ligeramente más cálido y más árido que en el resto de Rumania y como tal, su flora contiene algunas especies mediterráneas.
El río Casimcea y el Taiţa fluye a través de la meseta, de oeste a este. Hay varios lagos, incluyendo algunas lagunas, siendo las más importante el lago Oltina, lago Bugeac, lago Mangalia, lago Techirghiol, lago Siutghiol, lago Taşaul y lago Razim.

## Subdivisiones
Sus principales subdivisiones son:
- Montañas Măcin
- Meseta de Casimcea
- Colinas Tulcea
- Meseta de Medgidia
- Meseta de Negru Vodă
- Meseta de Oltina
- Meseta de Istria

- Datos: Q3736223
- Multimedia: Dobrogea Plateau / Q3736223